# Jean Baptiste Barthélemy de Lesseps

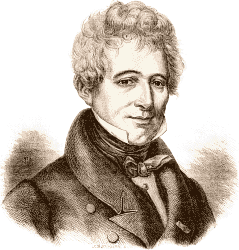
Jean Baptiste Barthélemy de Lesseps (um 1790)

Jean Baptiste Barthélemy de Lesseps (* 27. Januar 1766 in Cette; † 6. April 1834 in Lissabon) war ein französischer Schriftsteller und Diplomat.
Jean Baptiste Barthélemy, Baron de Lesseps, begleitete 1784 als Dolmetscher Jean-François de La Pérouse auf dessen Reise um die Erde, verließ aber die Expedition in Kamtschatka, um den Bericht der bisherigen Reiseergebnisse zu Lande nach Frankreich zu bringen. Er wurde 1812 zum Generalkonsul in Sankt Petersburg und 1814 zum Konsul in Lissabon ernannt. Dieses Amt bekleidete er bis 1833. Seine Reise beschrieb er in dem Buch Journal historique du voyage de Lesseps , das auch in verschiedenen Fassungen und zahlreichen Auflagen auf Deutsch erschien und ebenso in Voyage de La Pérouse abgedruckt wurde (Paris 1831).
Der Erbauer des Sueskanals, Ferdinand de Lesseps, war sein Neffe.
2009 wurde der Asteroid (13641) de Lesseps nach ihm benannt.

## Werke
- Journal historique du voyage de M. de Lesseps, consul de France, employé dans l’expédition de M. le comte de la Pérouse, en qualité d’interprète du roi: depuis l’instant où il a quitté les frégates Françoises au port Saint-Pierre et Saint-Paul du Kamtschatka, jusqu’à son arrivé en France, le 17 octobre 1788. Paris: Imp. royale, 1790.
- Reise von Kamtschatka nach Frankreich. Aus dem Französischen. Mit Anmerkungen von Johann Reinhold Forster. Berlin: Voss, 1791
- Des Herrn von Lesseps Französischen Consuls und Gefährten des Grafen de la Perouse Reise von Kamtschatka nach Frankreich. Aus dem Französischen vom Herrn Professor [Peter] Villaume. 2 Bde, Riga; Leipzig: Hartknoch, 1791
- Sammlung interessanter und durchgängig zweckmäßig abgefaßter Reisebeschreibungen für die Jugend von J. H. Campe. Teil 12: Herrn von Lesseps Reise durch Kamtschatka und Sibirien, im Jahr 1788. Braunschweig: Schulbuchh., 1793 (Kleine Kinderbibliothek 18).